# Supercopa de España de voleibol masculino 2021
La Supercopa de España de Voleibol Masculino 2021 es la XXIV edición del torneo. Se disputó a partido único el 25 de septiembre de 2021 en el Centro Insular de Deportes de Las Palmas de Gran Canaria.
El campeón de la Superliga y campeón de la Copa del Rey (Club Voleibol Guaguas), al ser campeón de ambas competiciones, se enfrentó ante el subcampeón de la Copa del Rey (Club Vóley Palma).

## Participantes
|  | Club Voleibol Guaguas | Bandera de Canarias           | Campeón de la Superliga Masculina de Voleibol de España (2020-21) y campeón de la Copa del Rey de Voleibol (2021) |
|  | Club Vóley Palma      | Bandera de las Islas Baleares | Subcampeón de la Copa del Rey de Voleibol (2021)                                                                  |

## Final
| Fecha¹                   | Hora  | Equipo 1              | Res. | Equipo 2         | Set 1 | Set 2 | Set 3 | Set 4 | Set 5 | Total | Reporte |
| ------------------------ | ----- | --------------------- | ---- | ---------------- | ----- | ----- | ----- | ----- | ----- | ----- | ------- |
| 25 de septiembre de 2021 | 11:30 | Club Voleibol Guaguas | 3-0  | Club Vóley Palma | 25-22 | 25-15 | 25-20 |       |       | 75-57 | [ 2 ]   |

| Campeón Supercopa de España 2021 |
| -------------------------------- |
| Club Voleibol Guaguas            |
| 1ª Supercopa                     |